# Assisi Szent Ferenc-bazilika (Assisi)
Az Assisi Szent Ferenc-bazilika (e.: ’asszízi’) 13. századi templomegyüttes Assisiben, amelyet 2000-ben a világörökség részévé nyilvánítottak. Az Assisi-Nocera Umbra-Gualdo Tadinó-i egyházmegye temploma. Benne található Assisi Szent Ferenc sírja.

## Története
1228 márciusában, Szent Ferenc halála után, Simone di Pucciarello városi polgár a szerzeteseknek ajándékozta a várostól nyugatra fekvő dombot. (A legenda szerint Ferenc azért választotta ezt a – nyilvános kivégzések miatt rossz hírű – helyet nyughelyének, mert önmagát a legnagyobb bűnösnek tartotta.) Ugyanebben az évben Monaldo di Leonardo a szerzeteseknek adományozta a domb nyugati lejtőjén elterülő erdőt. 1228. július 16-án IX. Gergely pápa szentté nyilvánította Ferencet, és a következő napon elhelyezte a Paradicsom-dombon a templom alapkövét. A templom terveit Cortonai Illés testvér, Ferenc első követőinek egyike készítette és ő felügyelte az építkezést is, tervei szerint Szent Ferenc kézjegyének emblémáját, egy Tau-keresztet formázó bazilikát épített Assisiben az Inferno - hegyen.
1230. május 25-én, pünkösd napján Szent Ferenc maradványait egy kőszarkofágban elhelyezték a templom főoltárja alatt. Két éven belül megépült a kripta, amit alsó templomnak neveztek. A felső templom építését 1239-ben kezdték el és 1253-ban fejezték be.
IV. Miklós pápa, (Girolamo Masci) 1288-ban pápai templom rangjára emelte a helyet.
1986 októberében és 2002 januárjában II. János Pál pápa Assisiben gyűlt össze a világ vallási vezetőivel, hogy a békéért imádkozzanak.
1997. szeptember 26-án Assisit földrengés rázta meg. A bazilika súlyosan károsodott, és két évig zárva volt a restaurálás miatt.
A bazilika minden szépségével együtt a mai napig megosztja a hívőket, Assisiben és a világban egyaránt. Sokan úgy tartják, hogy a római katolikus egyház hatalmát jelképező, monumentális, minden pompával és gazdagsággal ellátott épületegyüttes az ellentétét hirdeti Ferenc tanításainak, és így nem méltó a Szent emlékének.

## Alsó templom

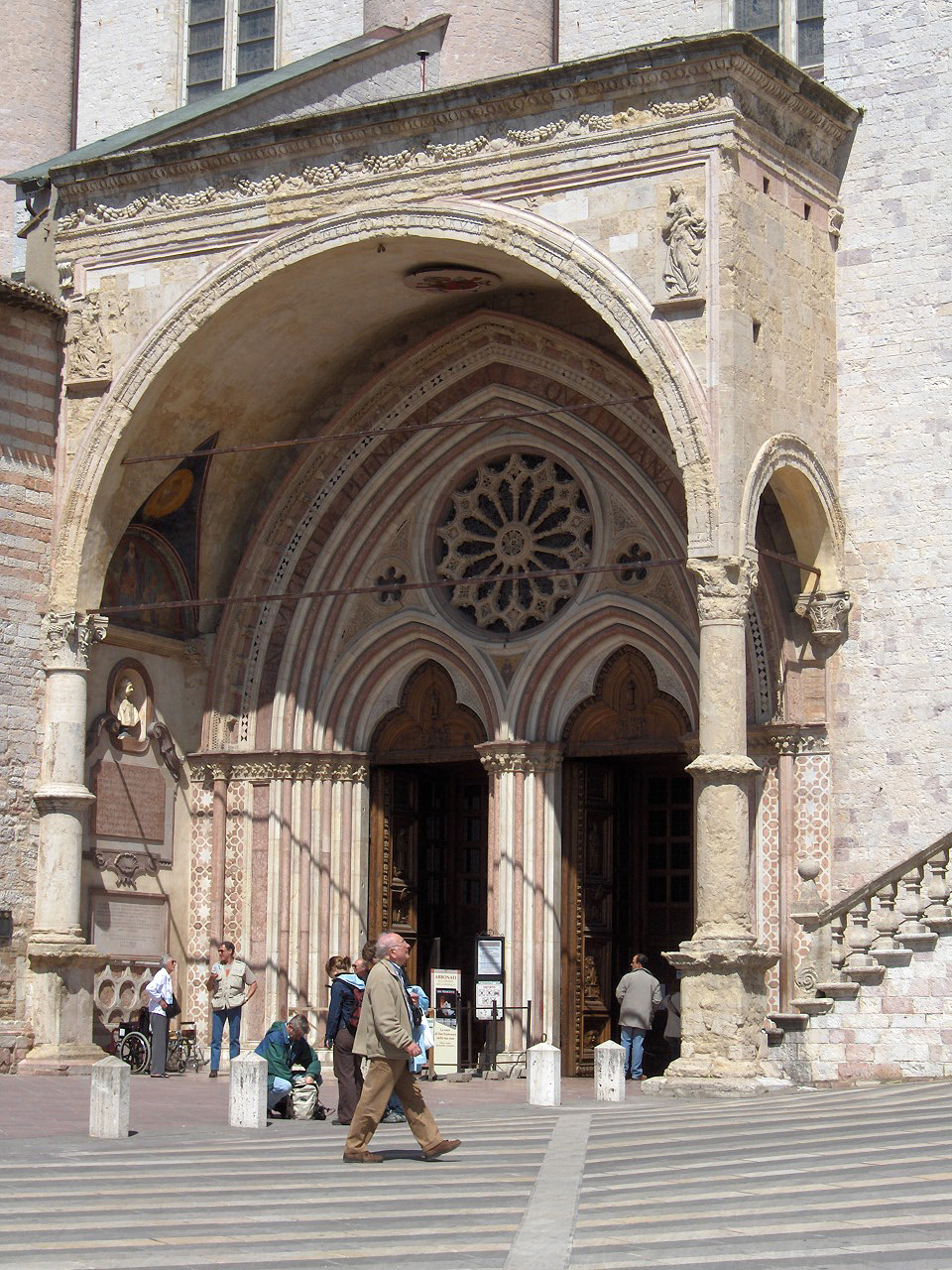
Az alsó templom oldalbejárata

- Főhajó: a freskókat ismeretlen mester készítette.
- Kereszthajó: Cimabue, Giotto, Pietro Lorenzetti és mások freskói
- Alexandriai Szent Katalin-kápolna: A Szent Katalin életét ábrázoló nyolc freskót Andreas bolognai festő (valószínűleg Andrea de Bartoli) készítette 1368–1369-ben. A szenteket Pace di Bartolo d'Assisi festette 1344–1368 között.
- Szent Sebestyén-kápolna: Az oltárképek a 17. században készültek (Sermei és Martelli művei).
- Tours-i Szent Márton-kápolna: A freskók Szent Márton életéből vett jeleneteket ábrázolnak. Simone Martini festette, 1317 előtt.
- Alcantarai Szent Péter-kápolna.
- Toulouse-i Szent Lajos- illetve Szent István-kápolna, 16. századbeli képekkel
- Páduai Szent Antal-kápolna, 17. századbeli képekkel
- Szent Mária Magdolna-kápolna, Giotto freskóival.
- Bari Szent Miklós-kápolna

## Kripta

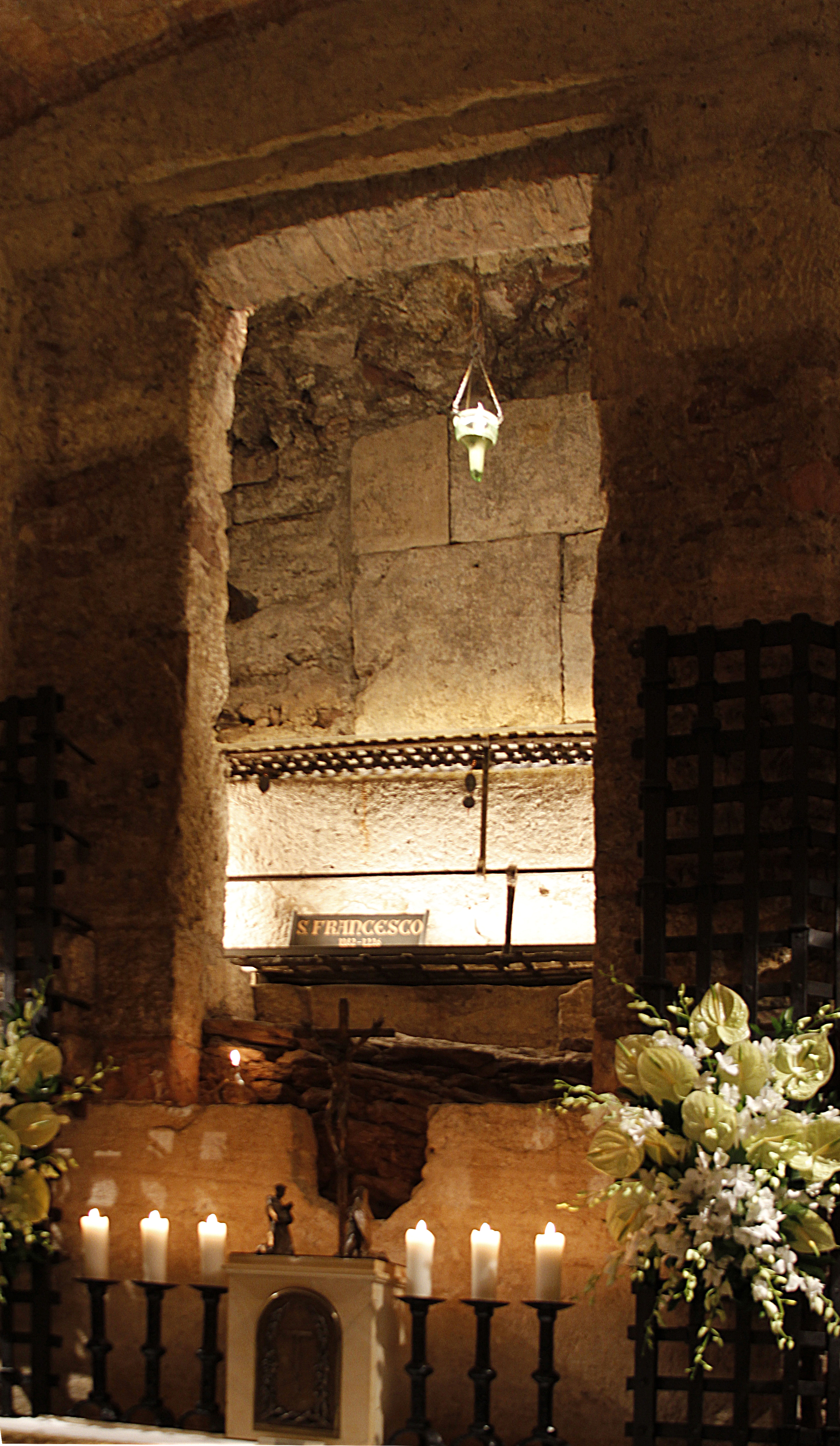
Szent Ferenc sírja a kriptában

A főhajóból kettős lépcső vezet a kriptába. Szent Ferenc sírját 1818-ban találták meg ismét, miután Elia testvér elrejtette a maradványokat, hogy megakadályozza az ereklyék széthordását. IX. Piusz pápa utasítására márványkriptát építettek az alsó templom alá, neoklasszikus stílusban. Ezt 1925–1932 között Ugo Tarchi tervezte újjá neoromán stílusban.
A régi kőkoporsó az oltár felett helyezkedik el nyitott térben. 1934-ben a leghűségesebb követőket is az oltár melletti falba temették: Rufino, Angelo, Masseo és Leone testvéreket.

## Kolostor

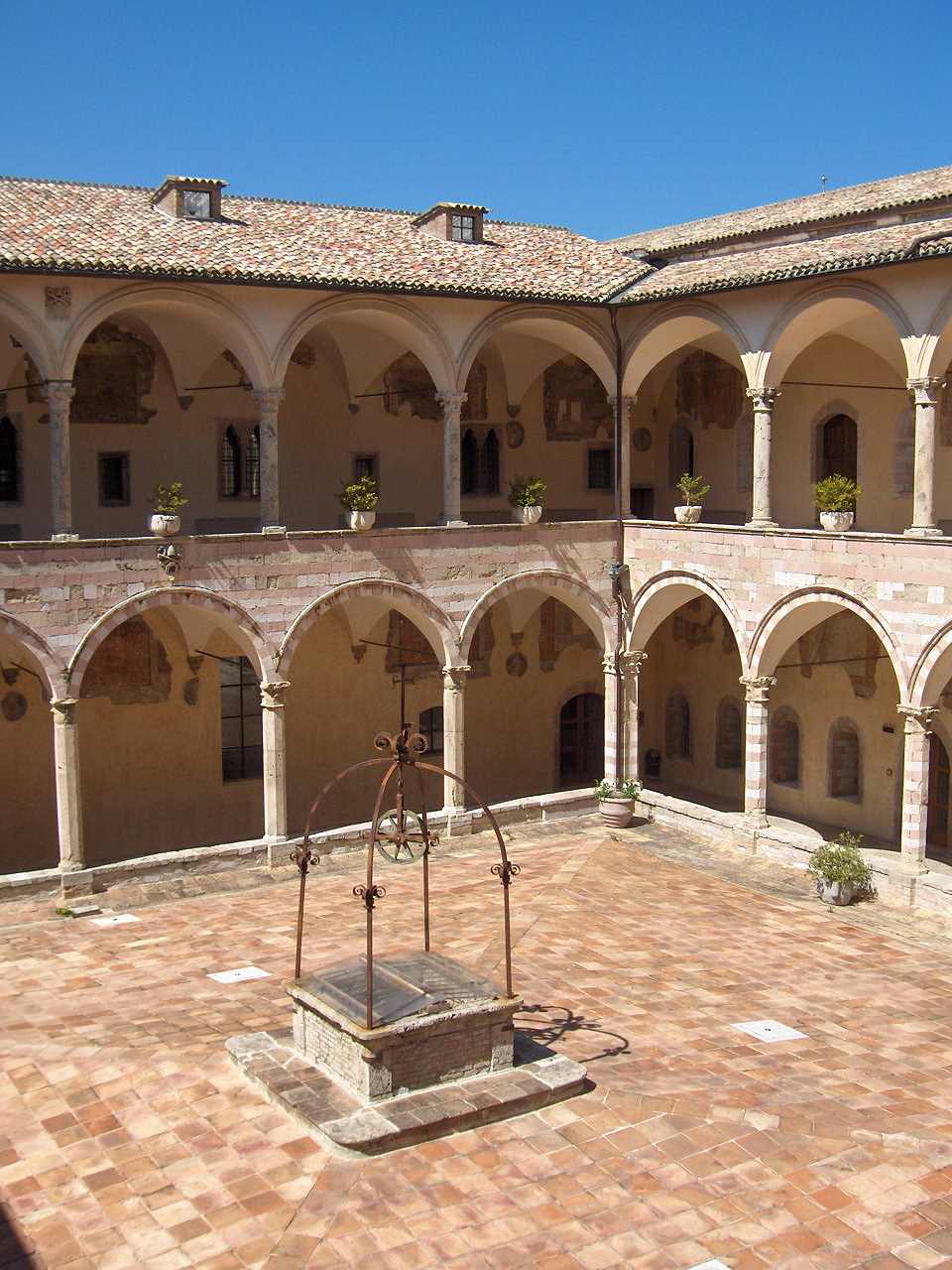
A kolostor udvara

A bazilika mellett áll a kolostor 53 román stílusú boltívvel. A Subasio-hegységből származó rózsaszínű és fehér kövekből épült. Már 1230-ban laktak benne szerzetesek, de az építés hosszú ideig tartott, ezért a román stílus keveredik a gótikussal. A kolostor legnagyobb része 1474–1476 között épült, IV. Szixtusz pápa pontifikátusa alatt.
Jelenleg a kolostorban könyvtár van (középkori kódexekkel és ősnyomtatványokkal), valamint múzeum (a zarándokok hozta ajándékokkal és a Perkins-gyűjtemény 57 műalkotásával).

## Felső templom

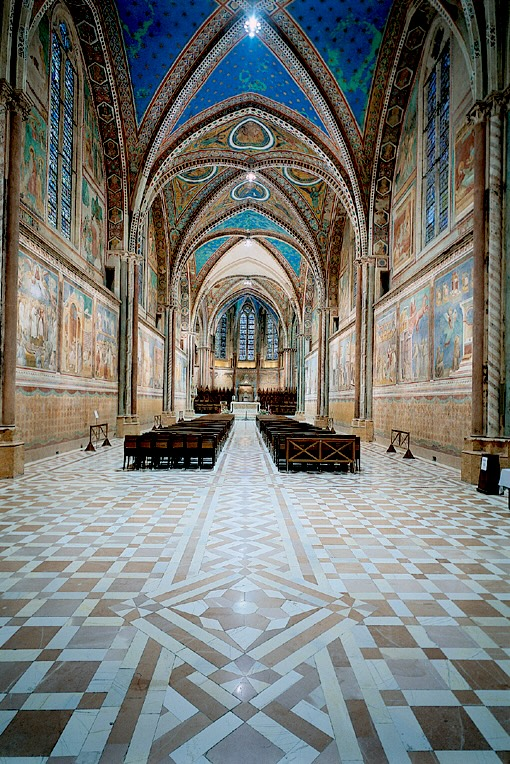
Felső templom hajója

A felső templomba a kolostor loggiája felől lehet bejutni. A templom falain Giotto és Cimabue freskói találhatók. A kórus színes ablakait 13. századi német mesterek készítették.